# Алија (Палермо)
Алија (итал. Alia) је насеље у Италији у округу Палермо, региону Сицилија.
Према процени из 2011. у насељу је живело 3504 становника. Насеље се налази на надморској висини од 729 м.

## Становништво
Према резултатима пописа становништва 2011. у општини је живело 3.806 становника.
| 1931. | 1936. | 1951. | 1961. | 1971. | 1981. | 1991. | 2001. | 2011. |
| ----- | ----- | ----- | ----- | ----- | ----- | ----- | ----- | ----- |
| 6.785 | 7.271 | 8.331 | 7.167 | 5.251 | 5.217 | 4.402 | 4.184 | 3.806 |